# Летопись Грузии (мемориальный комплекс)
Летопись Грузии (в некоторых источниках Хроники Грузии или История Грузии) — памятник, расположенный у Тбилисского моря . Он был создан Зурабом Церетели в 1985 году, но так и не был полностью закончен. Основная часть комплекса состоит из 16 колонн высотой от 30 до 35 метров. На верхней части колонн изображены цари, царицы и герои Грузии, а на нижней части изображены сюжеты из жизни Христа.
Это одна из главных достопримечательностей Грузии, однако, из-за своего расположения не привлекает большого потока туристов. В народе монумент прозвали «Грузинским Стоунхенджем», так как монумент «История Грузии» впечатляет своей масштабностью и напоминает известный английский памятник. Люди, побывавшие здесь, отмечают, что мемориал поражает своими размерами, и фотографии не передают чувство грандиозности и величия сооружения.